# Bijan Fahimi

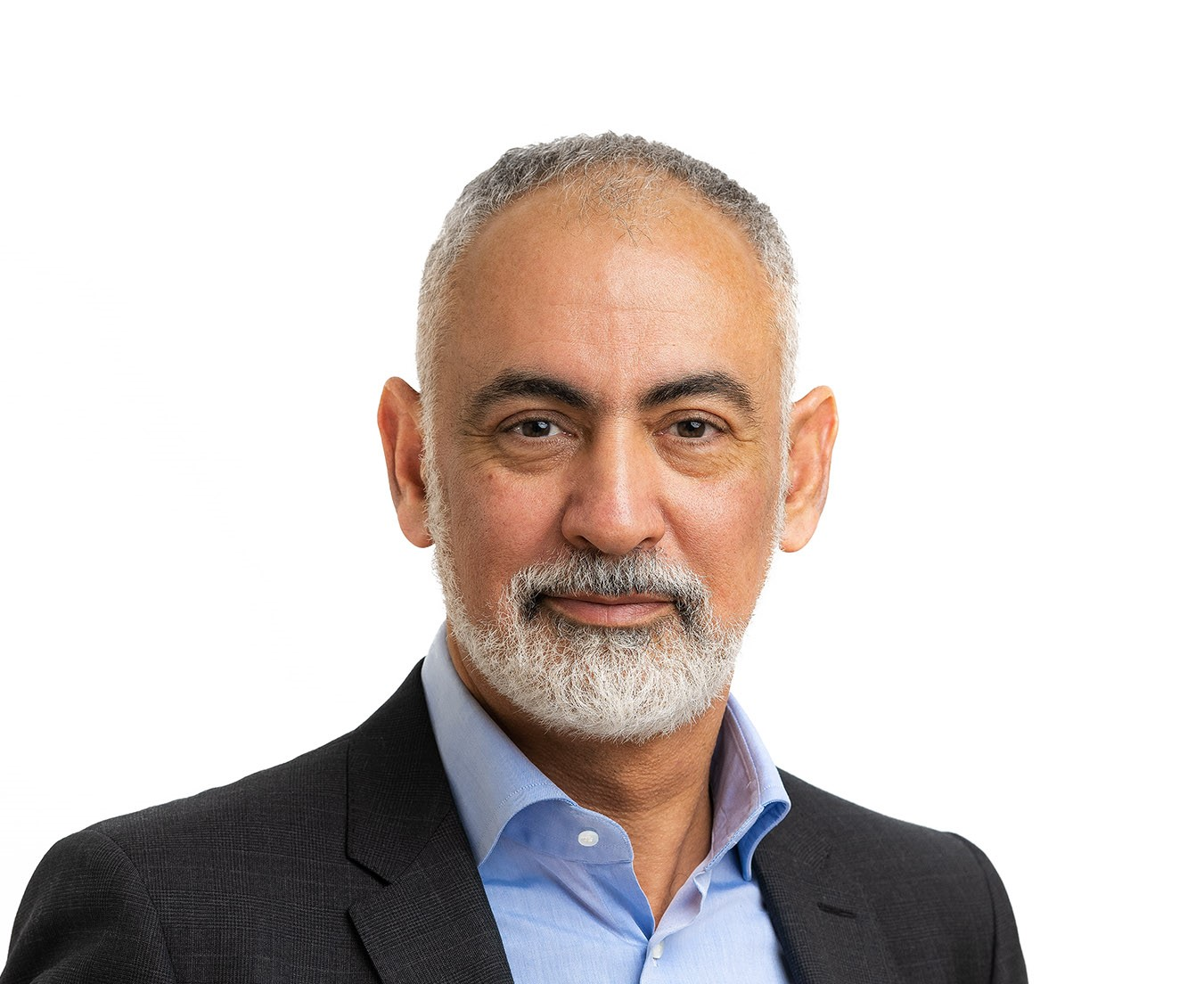
Bijan Fahimi (2020)

Bijan Fahimi, född 26 augusti 1963 i Iran, är en svensk företagare och entreprenör som även varit aktiv politiker inom Folkpartiet.

## Utbildning och tidig karriär
Fahimi är bosatt i Sverige sedan 1988, dit han flydde från Iran. Han studerade nationalekonomi vid Stockholms universitet där han tog examen 1994. Han var 1994 ledarskribent på Vestmanlands Läns Tidning och var 1995–2000 anställd på Nordbanken, där han arbetade med trading och valutahandel.

## Politisk verksamhet
Fahimi var ordförande i Liberala studentförbundet 1994–1996, varefter förbundet ombildades till nätverket Liberala studenter, som inordnades i Liberala ungdomsförbundet.
Han ställde upp som riksdagskandidat för Folkpartiet i valet 1998, och bedrev en personvalskampanj som gav cirka 700 kryss, vilket inte räckte för att bli invald. Under perioden november-december 1999 var han tjänstgörande ersättare i riksdagen, då han ersatte Karin Pilsäter. Fahimi, som var emot införande av euron i folkomröstningen 2003 stod på fjärde plats på Folkpartiets lista i Europaparlamentsvalet 2004. Fahimi var även riksdagskandidat i valet 2006 och har sedan dess varit partipolitskt oberoende utan något politiskt uppdrag eller åtagande.
Fahimi var ledamot av Folkpartiets partistyrelse 1998–2003 och har även suttit i AMS styrelse. 2001 krävde han att partiledaren Lars Leijonborg skulle avgå och ersättas av Jan Björklund.

## Verksamhet som företagare
Fahimi grundade 2000 kommunikationsbyrån Veritas PR & Communications, med avsikten att arbeta med marknadsföring riktad mot invandrare, med hänsyn taget till kulturella skillnader.
2007 grundade Fahimi och hans hustru Narges Moshiri Hälsans förskola AB. Företagets första förskola startades i Rinkeby i Stockholm, och verksamheten expanderade åren därefter till Märsta, Nacka, Vårberg och Gottsunda. 2014 drev företaget åtta förskolor med cirka 500 barn. 
Hälsans förskola döptes senare om till Tellusbarn och är dotterbolag till Tellusgruppen, där Fahimi är verkställande direktör sedan grundandet  2012. Hälsans förskola uppmärksammades i Uppdrag granskning, då barnens matbudget var 9 kr per barn. De skulle räcka till frukost, lunch och middag. Vilket ledde till att endast knäckebröd och vatten fanns att erbjuda barnen. Föräldrar nekades inträde till förskolans lokaler. Det är oklart om förhållandena förbättras sedan uppdrag gransknings reportage. Tellusgruppen börsnoterades på Nasdaq First North 2021. I oktober 2022 satt politikern Lotta Edholm i styrelsen för koncernen när hon blev skolminister.
Fahimi har varit vice ordförande i Almega tjänsteföretagen, ledamot i Almega AB:s styrelse samt ledamot i Svenskt Näringslivs styrelse. Vid börsnoteringen drev koncernen 23 förskolor i Uppsala län och Stockholm län. Dotterbolaget Tellusskolan driver fyra grundskolor i Enköping.